# Plebejus kelseyi
Plebejus kelseyi är en fjärilsart som beskrevs av Wright 1930. Plebejus kelseyi ingår i släktet Plebejus och familjen juvelvingar. Inga underarter finns listade i Catalogue of Life.